# Уей Даоу
Уей Даоу (на китайски: 魏道武; на пинин: Wèi Dàowǔ) е първият император на Северна Уей, управлявал от 386 до 409 година.

## Биография
Уей Даоу е роден като Туоба Гуей през 371 г., малко след смъртта на баща си Туоба Шъ, който е син на Туоба Шъидзиен и престолонаследник на сиенбейското княжество Дай. През 377 година Дай е завладяно от империята Ранна Цин, но Туоба Гуей остава да живее в княжеството и макар да не управлява му отдават почести като на княз.
През 386 г., възползвайки се от безредиците в Ранна Цин, аристокрацията на Дай възстановява княжеството начело с Туоба Гуей. Той скоро го преименува на Уей и то остава известно в историографията като Северна Уей. Първоначално Туоба Гуей се признава за васал на Късна Йен, чийто владетел Мужун Чуей му помага срещу други претенденти за трона.
През 391 г. Туоба Гуей скъсва отношенията си с Късна Йен, сключва съюз със Западна Йен и воюва срещу Жоужан. През зимата на 391 г. нанася поражение на хунските васали на Ранна Цин в Ордос и присъединява част от тази област. През 395 г. започва активни военни действия срещу Късна Йен и през декември ѝ нанася тежко поражение. След смъртта на Мужун Чуей през 396 г. Туоба Гуей настъпва в териториите на Късна Йен и до 398 г. ги отблъсква на север към южна Манджурия и на юг към Шандун, където се обособява самостоятелната държава Южна Йен. Туоба Гуей премества столицата си на юг в Пинчън, а през следващата година се обявява за император.
През 399 г. Туоба Гуей нанася поражение на тиелъ в Гоби и взима много пленници. През 402 г. нанася поражение на Късна Цин, превземайки важната крепост Чайби край днешен Линфън, като войната продължава до 407 г. През последните години от живота си Уей Даоу става все по-авторитарен, като често прибягва до екзекуции на свои приближени.
Уей Даоу е убит през 409 г. в двореца си в Пинчън от своя син Туоба Шао. Наследен е от сина си Туоба Съ, който приема името Уей Минюен.